# جائزة أستراليا الكبرى 2011
جائزة أستراليا الكبرى 2011 (بالإنجليزية: 2011 Australian Grand Prix)‏ هو سباق فورمولا 1 أقيم في حلبة سباق الجائزة الكبرى في ملبورن، أستراليا. كان الأول من أصل 19 في بطولة العالم لسباقات الفورمولا واحد موسم 2011. حلّ الألماني سباستيان فيتل أولا بينما جاء البريطاني لويس هاملتون في المركز الثاني.